# Hermandad del Descendimiento (Málaga)
La Hermandad del Descendimiento, cuya denominación oficial es Fervorosa Hermandad Sacramental y Real Cofradía de Nazarenos del Sagrado Descendimiento de Nuestro Señor Jesucristo, Nuestra Señora del Santo Sudario y María Santísima de las Angustias, es una hermandad de Málaga, miembro de la Agrupación de Cofradías, que participa en la Semana Santa malagueña.

## Historia
Esta cofradía ya existía a mediados del siglo XVI. Se refunda en 1925 en la iglesia del Santuario de la Victoria como Cofradía del Sagrado Descendimiento y Santo Traslado de su Divino Cuerpo al Sepulcro. En 1931 desaparecen sus imágenes junto con otras en la quema de iglesias. En 1977, un grupo de personas constituyó una comisión reorganizadora de la cofradía. Esta hermandad hizo su primera salida procesional en 1978, y en 1982 fue admitida en la Agrupación de Cofradías. En el año 2017 terminó de construir su casa de hermandad, anexa a su sede canónica, la capilla del hospital noble. Por lo cual, en la Semana Santa de 2017 la cofradía salió por primera vez desde su casa de hermandad.

## Iconografía
Representa el momento en que Jesús es bajado de la Cruz por Nicodemo y José de Arimatea, la escena corresponde a la XIII estación del Vía Crucis. La Virgen cumple los cánones de una Dolorosa.

## Imágenes
- El Cristo obra de Luis Ortega Bru (1977), José de Arimatea y Nicodemo obra de Luis Ortega León (1986-87) San Juan Evangelista, María de Cleofas, María Salomé y María Magdalena obra de Ricardo Rivera (1983-85)
- Nuestra Señora del Santo Sudario obra de Luis Ortega León (1985), bajo diseño de su padre Luis Ortega Bru.
- María Santísima de las Angustias fue realizada por Antonio Castillo Lastrucci en 1944-5. La primera restauración fue hecha en 1977 y la segunda y hasta ahora última, en 2011, por Luis Álvarez Duarte.

## Tronos
- Trono del cristo, obra de Julián Sánchez (1989), diseño de Sánchez López, esmaltes de Granda.
- Trono de la virgen, obra de Santos Campanario (2006), diseño de Juan Antonio Sánchez López, esmaltes de Granda, palio y manto de Josefa Ramos

## Marchas dedicadas
Banda de Música:
- Virgen de las Angustias, Salvador García Sánchez (1991)
- Valle de Angustias, Antonio Tomás del Pino Romero (1997)
- Gozo, Angustia y Esperanza, Ana Pérez Naranjo (1998)
- Virgen de las Angustias, Juan Antonio Barros Jódar (2006)
- Totus Tuus, Javier Cámara Bernal (2014)
- Oración de Silencio, José Ramón Valiño Cabrerizo (2015)
- En tu Dulce mirada de Angustia, José María Muñoz Cabrera (2017)
- Santo Sudario, María espera a su Hijo (Sexto Dolor)", Antonio Jurado Pérez (2018)

."Stabat Mater" (Siempre a Tus pies), en arreglo de Daniel Andrades sobre la pieza del mismo nombre de Monseñor Marco Frisina".

## Datos
En el año 2017 y por primera vez hará su salida procesional desde su casa hermandad.
Es la única cofradía de toda la Semana Santa de Málaga que precesiona por el Paseo del Parque, por tanto para pasar pide la venia en el Ayuntamiento.

## Recorrido Oficial
| Predecesor: El Calvario | Orden de entrada en el Recorrido Oficial (Viernes Santo) 2.º lugar | Sucesor: Dolores de San Juan |